# NGC 6011
NGC 6011 је спирална галаксија у сазвежђу Мали медвед која се налази на NGC листи објеката дубоког неба.
Деклинација објекта је + 72° 10' 9" а ректасцензија 15h 46m 32,4s. Привидна величина (магнитуда) објекта NGC 6011 износи 13,5 а фотографска магнитуда 14,3. NGC 6011 је још познат и под ознакама UGC 10047, MCG 12-15-16, CGCG 338-17, PGC 56008.